# Norwegian Dream (Film)
Norwegian Dream ist ein Filmdrama von Leiv Igor Devold. Der Coming-of-Age-Film ist eine Koproduktion von Norwegen, Polen und Deutschland und handelt von einem jungen Polen, der in einer Fischfabrik in Norwegen arbeitet und Gefühle für einen Arbeitskollegen entwickelt. Der Film feierte im März 2023 beim Kosmorama Trondheim International Film Festival seine Premiere und kam kurz später in die norwegischen Kinos. Der Kinostart in Deutschland erfolgte Anfang Februar 2024.

## Handlung
Der 19-jährige polnische Immigrant Robert arbeitet in Norwegen in einer Fischfabrik an der Küste von Trøndelag. Hier verliebt er sich in seinen schwarzen Kollegen Ivar. Er ist der Adoptivsohn des Fabrikbesitzers. Als dieser einen Streik in der Fabrik unterstützt, muss sich Robert zwischen dem Geld, das er so dringend braucht, und Ivar entscheiden.

## Produktion
Norwegian Dream ist eine Koproduktion der Spætt Film aus Norwegen, Impakt Film aus Polen und Riva Film aus Deutschland.
Regie führte Leiv Igor Devold. Bei Norwegian Dream handelt es sich um Devolds Spielfilmdebüt. Er ist halb Pole und halb Norweger und wuchs in Norwegen auf. Er studierte an der Staatlichen Hochschule für Film, Fernsehen und Theater Łódź. Sein Regiedebüt, der Dokumentarfilm The Accidental Rock Star von 2015, wurde in Haugesund für den Filmschnitt mit dem Amanda-Preis ausgezeichnet und gewann beim Kosmorama International Film Festival den Publikumspreis für den besten norwegischen Kinofilm des Jahres 2015 sowie für den besten Ton. Devold drehte noch einige weitere Dokumentar- und auch Kurzfilme. Er ist  Professor für Film an der Technisch-Naturwissenschaftlichen Universität Norwegens und Leiter der norwegischen Regisseursgilde. Das Drehbuch schrieb Justyna Bilik gemeinsam mit Gjermund Gisvold und Radoslaw Paczocha.
Der Film erhielt von der MOIN Filmförderung Hamburg Schleswig-Holstein eine Produktionsförderung in Höhe von 85.000 Euro. Weitere Gelder kamen vom Norwegischen Filminstitut und vom Polnischen Filminstitut.
Die Dreharbeiten fanden im Herbst 2021 in Norwegen statt.
Die Filmmusik komponierte der deutsche Orchestrator und Arrangeur Florian Tessloff, der in der Vergangenheit für Fernsehreihen wie Der Kommissar und …, Helen Dorn, Solo für Weiss und Marie Brand tätig war.
Die internationalen Rechte an Norwegian Dream sicherte sich True Colours. Die Premiere des Films erfolgte am 6. März 2023 beim Kosmorama Trondheim International Film Festival, wo er als Eröffnungsfilm gezeigt wurde. Am 17. März 2023 kam er in die norwegischen Kinos. Im Juni 2023 wurde er beim Internationalen Filmfest Emden-Norderney und ab Mitte Juni 2023 bei Frameline47 gezeigt. Im September 2023 wurde er bei der Filmkunstmesse Leipzig gezeigt und Anfang Oktober 2023 beim Filmfest Hamburg. Anfang November 2023 wurde er bei den Nordischen Filmtagen Lübeck gezeigt. Der Kinostart in Deutschland war am 1. Februar 2024. Ebenfalls im Februar 2024 wird Norwegian Dream beim Queer Screen Mardi Gras Film Festival in Sydney vorgestellt.

## Rezeption

### Kritiken
Stefan Hölscher schreibt in seiner Kritik bei queer.de, einerseits baue sich die Spannung in Norwegian Dream aus dem immer deutlicher hervortretenden erotischen Funkenschlagen zwischen Robert und Ivar aus, dem People-of-Color-Adoptivsohn des profitfixierten Fabrikbesitzers. Andererseits entstehe diese aber auch aus einer immer wieder im direkten Umfeld von Robert und Ivar hervorbrechenden Homophobie sowie dem sich aufbauenden Widerstandsversuch der Arbeiter und Arbeiterinnen gegen das in der Lachsfabrik herrschende Unterdrückungssystem, wobei Robert in diesem Kampf zwischen die Fronten gerät.

### Auszeichnungen
Internationales Filmfest Emden-Norderney 2023
- Nominierung für den DGB-Filmpreis
- Nominierung für den Bernhard-Wicki-Preis[16][17]

Iris-Preis 2023
- Auszeichnung für die Beste männliche Rolle – Spielfilm (Hubert Miłkowski)[18]

Nordische Filmtage Lübeck 2023
- Nominierung als Bestes Spielfilmdebüt
- Nominierung für den Kinder- und Jugendfilmpreis
- Nominierung für den Preis der Jugendjury[19]